# 古惑仔之衝出亞洲
《古惑仔之衝出亞洲》（英語：Street Kids: Rage to Kill），是一部1999年上映的香港動作電影，本片雖名為古惑仔，但並非古惑仔的漫畫原作，並拍下多個同樣是錢小豪主演的古惑仔，本片主要是錢小豪、駱達華等主演。

## 劇情
小馬為一個已退隱江湖的打手，他回來並第一時間打電話給好兄弟周天明，天明也退出江湖了，他現在為一個車房維修員，他同時也開了一間酒吧，並請了小馬喝了一杯。
就在這時，一個女子來了酒吧，她叫麗姍，是小馬的前女友，她從美國回來找小馬，她哭訴著對小馬說丈夫John對她的虐待忍無可忍，所以錯手殺了他。John是一個美國的富翁，並是開設賭場的，麗姍在她和John到香港的時侯把他殺死，而小馬見麗姍這麽可憐，所以並替其幫忙処理掉John的屍體。一天，有一個男人前來找小馬及麗姍，那個男人叫黃牙，是個有變態傾向的私家偵探，他錄下了麗姍殺死John的片段，並要求麗姍付錢拿回影片...

## 人物角色
| 角色名稱 | 演員   | 配音員 | 備註 |
| -------- | ------ | ------ | --- |
| 小馬     | 錢小豪 | 葉振聲 | 馬仔 麗姍的前男友，被其陷害 阿玲的現任男友 周天明的好兄弟 平叔之手下 黃牙之天敵 最后險被麗姍槍殺，但被平叔及時趕到並槍殺其        |
| 周天明   | 駱達華 | 羅君左 | 阿明 平叔的手下 小馬的好兄弟 |
| 麗姍     | 劉玲   |        | 從美國回來 小馬的前女友，並陷害其 阿玲之好友，實暗中搶走小馬 John之妻，與其不和，后反目 黃牙之天敵 最后想槍殺小馬時被平叔趕到殺死 |
| 阿玲     | 楊玉梅 |        | 小馬的女友 麗姍之好友，實被其暗中搶走小馬                                                                                         |
| 平叔     | 梁少迪 | 羅君左 | 黑幫老大 小馬、周天明、元哥之老大 黃牙之天敵 最后得知麗姍要殺死小馬后趕到現場並把麗姍殺死                                         |
| 黃牙     | 馮哲   |        | 私家偵探 有變態傾向 小馬、麗姍、平叔之天敵 最后被平叔趕走                                                                         |
| 元哥     | 史蔚霞 | 葉振聲 | 黑幫打手 平叔之手下 |

## 外部連結
- 香港影庫上《古惑仔之衝出亞洲》的資料（繁體中文）
- 豆瓣电影上《古惑仔之衝出亞洲》的資料 （简体中文）